# Minetaro Mochizuki
Minetarō Mochizuki (望月峯太郎 Mochizuki Minetarō) es un mangaka japonés  de la generación de autores como Katsuhiro Otomo, con una trayectoria de más de 30 años de trabajo con títulos como Dragon Head (1995), La mujer de la habitación oscura (1993) o Maiwai (2003). Ganador del premio por excelencia en el 4ª edición del Premio Cultural Tezuka Osamu y el premio Manga general en el 21ª edición del Premio de Manga Kōdansha  por su obra Dragon Head. 
A pesar de su trayectoria, son pocos los títulos de Mochizuki los que se han traducido en español: Dragon Head (2001), La mujer de la habitación oscura (2005) y, Maiwai (2007) por EDT Ediciones, Chiisakobee (2016) por ECC Ediciones e Isla de perros (2018) por la misma editorial.

## Biografía y carrera profesional
Minetarō Mochizuki nació el 29 de enero de 1964 en la ciudad japonesa Yokohama, en la prefectura de Kanagawa. Se mudó a Tokio para estudiar en la Escuela de Diseño de Tokio y estuvo trabajando durante un periodo corto como diseñador gráfico. Comenzó a escribir mangas a los 19 años.
Su pasión por el manga desde muy joven hizo que se embarcase en el mundo de la creación de mangas y ya en 1985 publicó su obra debut, Fūruzumeito(フ ル ズ メ イ ト ト) en la revista Weekly Young Magazine, ganando el premio Chiba-Tetsuya. En ese año comenzó a escribir la que sería su primera obra larga Batāshi Kingyo (バタアシ金魚), aunque no la publicaría hasta 1988. Dos años después vería la luz una adaptación cinematográfica de esa obra. Mochizuki sigue publicando en revistas como Mister Magazine: en 1992 con Ocha no Ma (茶 茶 の 間) y dos años después, Samehada Otoko to Momojiri Onna (肌 男 と 桃 尻 女 女). Ya en 1993, la editorial Kōdansha le publica una historia de terror: Zashiki Onna (敷 女 女) o La mujer de la habitación oscura, considerada para muchos un de los mangas de más terror hasta ahora y el cual fue un total éxito en ventas. 
No obstante, no es hasta 1994 que obtiene un gran reconocimiento como uno de los mangakas más influyentes para los jóvenes artistas de la época. Su éxito se debe a la obra Doragon Heddo (ドラゴンヘッド) o Dragon Head, serie que finaliza con 10 volúmenes en 1999, llegando a tener una adaptación a la animación en 2003. Gracias a esta obra ganaría en 1997 el 21º Premio de Manga Kōdansha al Manga general y en el 2000 el premio por excelencia en la 4ª edición del Premio Cultural Tezuka Osamu, así como una nominación en 2001 en el Premio Seiun. 
Entre los años 2002 y 2008 estaría trabajando en su obra Maiwai (万祝), la cual sorprendió por la temática totalmente novedosa en el trabajo del artista. Esta serie consta de 11 volúmenes, los cuales se publicaron de nuevo bajo el sello de la editorial Kōdansha. Mochizuki siguió trabajando entre 2008 y 20011 en su siguiente obra Tōkyō Kaidō (東京怪童) y ya entre 2013 y 2015 surgiría la que es hasta ahora su última obra original publicada, Chiisakobe (ちいさこべえ). Gracias a esta obra, obtuvo en 2013 el premio a la excelencia en el Japan Media Arts Festival, en 2016 el Premio Asia de la Crítica ACBD y en 2017 el Prix de la série del Festival de Angulema, así como entró en la selección oficial del Festival de Angulema en 2016 por la publicación del primer volumen.
En 2018 se estrenó una película de Wes Anderson, Isla de perros, la cual tuvo mucho éxito mundialmente sin ser menos en Japón. Es por ello por lo que Mochizuki decide hacer una adaptación de esta película al manga. Sin embargo, esta no tuvo tanto éxito como los trabajos anteriores del autor.

## Obras y reconocimientos

### Publicaciones
Aunque está considerado como un genio dentro del género de terror, Mochizuki ha abierto su interés por la creación de mangas con temáticas distintas entre sí.
- Fūruzumeito(フ ル ズ メ イ ト ト) (1985) en la revista Weekly Young Magazine.
- Batāshi Kingyo (バタアシ金魚) (1985-1988) en la Revista Weekly Young Magazine. Son 6 volúmenes en la editorial Kōdansha.[4]
- Baikumeen (バイクメ〜ン) (1990-1993) en 4 volúmenes.
- Ocha no Ma (お茶の間) (1992) en la revista Mr. Magazine. Son 3 tomos en la editorial Kōdansha.
- Zashiki Onna (座敷女) (1993). Tomo único en la editorial Kōdansha.
- Samehada Otoko to Momojiri Onna (鮫肌男と桃尻女) (1994)
- Doragon Heddo – Dragon Head - (ドラゴンヘッド) (1994-1999) en la revista Weekly Young Magazine. Son 10 volúmenes en la editorial Kōdansha.
- Zutto Saki no Hanashi (ずっと先の話) (2001) como tomo único.
- Maiwai (万祝) (2002-2008) en la editorial Kōdansha. Serie abierta con 11 volúmenes publicados.
- Tōkyō Kaidō (東京怪童) (2008-2010) en la revista Weekly Morning con 3 volúmenes por la editorial Kōdansha.
- Chiisakobe (ちいさこべえ) (2013-2015) en la revista Big Comic Spirits. Son 4 volúmenes en la editorial Shogakukan.
- Isle of Dogs (犬ヶ島) (2018). Adaptación de la película de Wes Anderson en la editorial Kōdansha en un único tomo. Antes del estreno de la película, fue publicado en la revista Morning. Katsuhiro Otomo realizó el póster promocional de la película.[5]

Son pocos los títulos que han sido traducidos al español, siendo publicados bajo el sello de Glenat: Zashiki Onna como La mujer de la habitación oscura en 2005, Dragon Head en 2001dentro de la Colección Seinen de Glenat (aunque fue reeditado por Planeta Cómic en 2019, reduciendo el número de volúmenes de 10 a 5), Maiwai en 2007, serie que sigue abierta. 
Y ya bajo el sello de ECC Ediciones se publica en 2016 su último trabajo original, Chiisakobee y en 2020 la adaptación a manga de Isla de perros.

### Premios y nominaciones
A pesar de que la obra de Mochizuki es corta, lleva más de 30 años en la industria y su talento ha sido reconocido y valorado por la crítica en varias ocasiones:
- 1985: Premio Chiba-Tetsuya por Fūruzumeito
- 1997: Premio de Manga Kodansha por Dragon Head
- 2000: Premio por excelencia del Premio Cultural Osamu Tezuka por Dragon Head
- 2013: Premio de excelencia en el Japan Media Arts Festival por Chiisakobee
- 2016: Premio Asia de la Crítica de l'ACBD por Chiisakobé
- 2016: Selección oficial en el Festival de Angulema por el tomo 1 de Chiisakoee
- 2017: Premio de la serie en el Festival de Angulema por el tomo 4 de Chiisakobee

## Adaptaciones cinematográficas de sus obras
- Bataashi Kingyo (1990) por Jōji Matsuoka: fecha de estreno 2 de junio de 1990 en Japón.
- Dragon Head (2003) por Jōji Matsuoka: fecha de estreno 30 de agosto de 2003 en Japón.